# Землетрясение в Гватемале (2010)
Землетрясение магнитудой 5,6 произошло 23 февраля 2010 года в 15:16:00 (UTC) в Гватемале, в 11 км к северо-северо-востоку от Барильяс. Гипоцентр землетрясения находился на глубине 10,0 километров.
Землетрясение ощущалось в Антигуа-Гуатемала, Кобан, Гватемала, Панахачель, Кесальтенанго, Сан-Кристобаль-Верапас, Санта-Катарина-Пинула, Солола, Вилья-Нуэва, на озере Атитлан, в Миско, Сан-Хосе-Пинула, Сан-Лукас-Сакатепекес, Флорес, и других населённых пунктах Гватемалы. Землетрясение ощущалось также в Белизе — в Белизе и населённых пунктах: Бельмопан, Сан-Игнасио, Бенке-Вьехо-дель-Кармен, Ориндж-Уолк. В Мексике землетрясение почувствовали в Тустла-Гутьеррес, Сан-Франсиско-де-Кампече, Сьюдад-дель-Кармен, Сан-Кристобаль-де-лас-Касас, Тапачула, Вильяэрмоса. В Гондурасе подземные толчки ощутили жители Сан-Педро-Сула.

## Тектонические условия региона
Разломы Мотагуа и Полочик в Гватемале считаются континентальной частью левосторонней трансформной границы между Карибской и Северо-Американской плитами. Они являются продолжением трансформации Суон в северной части Карибского моря. Разлом Полочик заканчивается около массива Чьяпас. Разлом Мотагуа также не продолжается к западу от этих гор. Учёные предположили, что граница тектонической плиты здесь представляет собой широкую зону деформации, которая включает в себя разломы Мотагуа и Полочик, а также сдвиговые сбросы в провинциях на юго-востоке Мексики, к северу от системы разломов Мотагуа — Полочик, и грабены северной части Центральной Америки, к югу от системы Мотагуа — Полочик. Все эти тектонические элементы сейсмически активны.
Сейсмическая активность не ограничивается этими системами разломов. В частности, два разлома, разлом Икскан в Гватемале и разлом Конкордия в юго-восточной Мексике, сейсмически активны, как в историческом периоде, так и в современности. Эти разломы расположены к северу и северо-западу от системы Мотагуа — Полочик, соответственно. Землетрясение 23 февраля 2010 года произошло в разломе Икскан.

## Последствия
В результате землетрясения сообщений о жертвах не поступало.